# Stirnhautstraffung
Eine Stirnhautstraffung (auch Stirnlifting) ist eine der Plastischen Chirurgie zuzuordnenden Operation, die dazu dient, eine hängende Augenbraue, die die Sicht behindern kann, anzuheben und bzw. oder die tiefen Falten, die über die Stirn verlaufen, zu entfernen.

## Geschichte
Die erste dokumentierte medizinische Diskussion über ein Stirnlifting wurde 1910 von dem deutschen Chirurgen Erich Lexer geschrieben.

### Aktuelle chirurgische Techniken
Seit dem Aufkommen des äußerst beliebten Faltenentferners Botox meiden viele Patienten die invasive Operation ganz und entscheiden sich für Botox-Injektionen alle vier bis sechs Monate, die gleiche Ergebnisse erzielt. Botox wird auch nach einigen Stirnlifting-Eingriffen verwendet, um die Wirkung der Eingriffe zu verstärken.
Die endoskopische Chirurgie wird auch häufig bei Stirnhautstraffungen eingesetzt. Ein Endoskop ist ein chirurgisches System mit dünnen, bleistiftgroßen Armen, die durch drei bis fünf Einschnitte von etwa 10 mm Länge eingeführt werden. Einer der Arme des Instruments ist eine beleuchtete Kamera, die das, was sie unter der Haut des Patienten sieht, auf einem Monitor anzeigt. Andere Arme des Endoskops tragen eigentliche chirurgische Werkzeuge, die Schneid- oder Greiffunktionen ausführen. Der Chirurg beobachtet den Bildschirm, um seine Bewegungen zu steuern.

## Risiken
Wenn Chirurgen Probleme mit einem endoskopischen Stirnlifting haben, was in etwa einem Prozent der Fälle auftritt, beenden sie den Eingriff, indem sie zur offenen Stirnlifting-Methode wechseln.
Komplikationen gelten als selten und geringfügig, wenn ein Stirnlifting von einem in dieser Technik ausgebildeten Chirurgen durchgeführt wird. Es ist jedoch möglich, dass der chirurgische Prozess die Nerven, die die Bewegungen der Augenbrauen und der Stirn steuern, beschädigt. Haarausfall kann auch entlang der Narbenränder in der Kopfhaut auftreten, wenn ein Schnitt durch den Haaransatz gemacht wird. Außerdem sind Infektionen und Blutungen bei jedem chirurgischen Eingriff möglich.